# Alexandre Le Berre
Alexandre Le Berre (* 10. März 1925 in Pléneuf-Val-André; † 30. Mai 1975 in Saint-Cast-le-Guildo) war ein französischer Fußballspieler.

## Karriere
Le Berre begann das Fußballspielen bei einem Amateurklub aus der bretonischen Stadt Lamballe; er war 22 Jahre alt, als er 1947 vom Erstligisten Stade Rennes verpflichtet wurde und damit den Sprung in den bezahlten Fußball schaffte. Sein Debüt in der höchsten französischen Spielklasse gab der Stürmer am 21. September 1947 bei einem 4:4-Remis seiner Mannschaft gegen den CO Roubaix-Tourcoing, wobei er zugleich sein erstes Tor erzielen konnte.
Nach regelmäßigen Einsätzen in seiner ersten Saison bei Rennes spielte er im zweiten Jahr kaum noch eine Rolle; angesichts dessen beendete er 1949 nach 20 Erstligapartien mit fünf Toren seine Profilaufbahn und kehrte zu seinem Ex-Klub nach Lamballe zurück.